# Beatrix Loughran
Beatrix Loughran, född 30 juni 1900 i Mount Vernon och död 7 december 1975 i Long Beach, var en amerikansk konståkerska som bland annat tog tre olympiska medaljer i Chamonix 1924, i Sankt Moritz 1928 och i Lake Placid 1932. och kom trea i Världsmästerskapen i konståkning tre gånger.